# Halstead (Leicestershire)
Halstead – przysiółek w Anglii, w Leicestershire, w dystrykcie Harborough, w civil parish Tilton on the Hill and Halstead. W 1931 roku civil parish liczyła 170 mieszkańców. Halstead jest wspomniana w Domesday Book (1086) jako Elstede.